# Agnelo Rossi

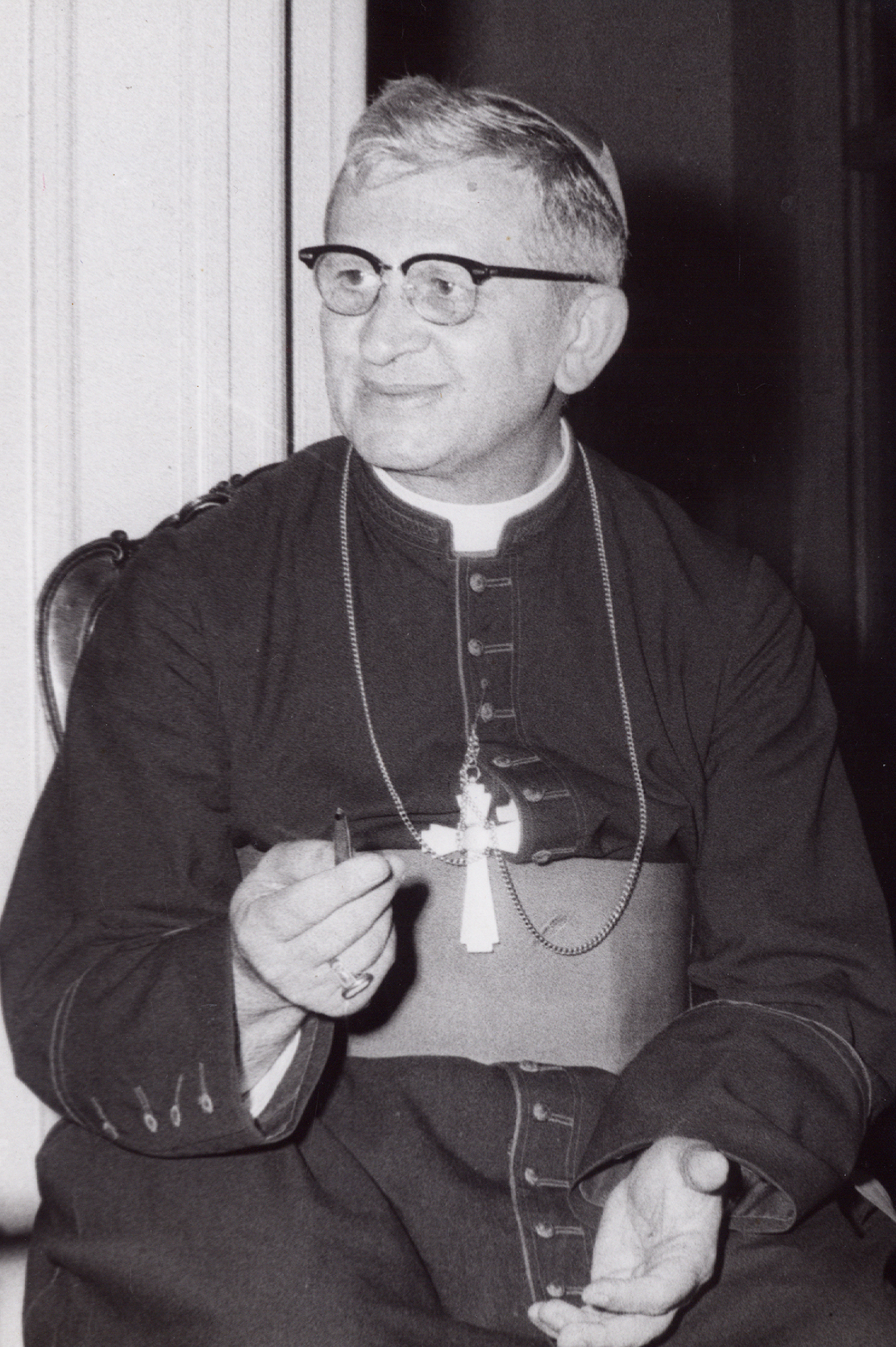
Agnelo Kardinal Rossi (1967)

Kardinalswappen als Erzbischof von São Paulo in Brasilien

Agnelo Kardinal Rossi (* 4. Mai 1913 in Joaquim Egidio, Brasilien; † 21. Mai 1995 in Indaiatuba) war ein brasilianischer Geistlicher, Erzbischof von Ribeirão Preto und São Paulo sowie später Kurienkardinal der römisch-katholischen Kirche. Von 1986 bis 1993 war er Dekan des Kardinalskollegiums.

## Leben
Agnelo Rossi studierte in Campinas, São Paulo und Rom die Fächer Philosophie und Katholische Theologie. In Rom war er Seminarist am Päpstlichen Brasilianischen Pius-Kolleg. Er empfing am 27. März 1937 in Rom das Sakrament der Priesterweihe. Anschließend arbeitete er ein Jahr als Privatsekretär für den Bischof von Campinas, ehe er eine Stellung als Dozent am Priesterseminar von São Paulo antrat. In den Jahren 1943 bis 1956 war er Vizerektor der Fakultät für Wirtschaftswissenschaften in Campinas, Vizerektor der dortigen Universität, Herausgeber einer Zeitung sowie Kanoniker der örtlichen Kathedrale.
Am 5. März 1956 ernannte ihn Papst Pius XII. zum Bischof von Barra do Paraí. Die Bischofsweihe spendete ihm der Bischof von Campinas, Paulo de Tarso Campos, am 15. April desselben Jahres; Mitkonsekratoren waren Erzbischof Hélder Câmara, Weihbischof in São Sebastião do Rio de Janeiro, und Vicente Ângelo José Marchetti Zioni, Weihbischof in São Paulo.
Am 6. September 1962 übertrug ihm Papst Johannes XXIII. die Leitung des Erzbistums Ribeirão Preto. In den Jahren 1962 bis 1965 nahm Agnelo Rossi an allen vier Sitzungsperioden des Zweiten Vatikanischen Konzils als Konzilsvater teil. Von 1963 bis 1970 leitete er als Präsident die Brasilianische Bischofskonferenz. 
Papst Paul VI. ernannte ihn am 1. November 1964 zum Erzbischof von São Paulo. Wenige Monate später, am 22. Februar 1965, nahm er ihn als Kardinalpriester mit der Titelkirche Gran Madre di Dio in das Kardinalskollegium auf. Am 22. Oktober 1970 bestimmte er ihn zum Präfekten der Kongregation für die Evangelisierung der Völker. Papst Johannes Paul II. bestätigte Agnelo Rossi als Präfekten und betraute ihn mit zahlreichen administrativen wie auch repräsentativen Aufgaben. Am 8. April 1984 legte Agnelo Rossi das Amt des Kardinalpräfekten nieder und wurde Präsident der Güterverwaltung des Apostolischen Stuhls, der er bis 1989 vorstand. Am 19. Dezember 1986 wurde Agnelo Rossi Kardinalbischof von Ostia und Kardinaldekan. Diese Funktion hatte er bis zu seinem Rücktritt am 31. Mai 1993 inne. 
Im selben Jahr kehrte Kardinal Rossi in sein Heimatland Brasilien zurück und erlag am 21. Mai 1995 einem Krebsleiden. Beigesetzt wurde er im Heiligtum Unserer Lieben Frau von Guadelupe, das er mit aufgebaut hatte.